# Prezydent miasta Płocka
Prezydent miasta Płocka – organ wykonawczy miasta Płock. Podlegają mu wszyscy pracownicy urzędu miasta, dyrektorzy miejskich jednostek organizacyjnych, a także m.in. straż miejska.

## Kadencja
Prezydent jest wybierany i odwoływany na podstawie ustawy z dnia 20 czerwca 2002 r. o bezpośrednim wyborze wójta, burmistrza i prezydenta miasta (Dz.U. z 2010 r. nr 176, poz. 1191). Kadencja Prezydenta trwa równolegle do kadencji Rady. Po upływie kadencji Prezydent oraz Zastępcy Prezydenta pełnią swoją funkcję do czasu objęcia obowiązków przez nowo
wybranego Prezydenta lub nowo powołanego Zastępcy Prezydenta.

## Uprawnienia
Prezydent wykonuje swoje zadania przy pomocy Urzędu Miasta. W realizacji zadań miasta podlega wyłącznie Radzie. Prezydent wykonuje uchwały Rady i zadania Miasta określone przepisami prawa. Jest reprezentantem miasta na zewnątrz. Prezydent, w drodze zarządzenia, powołuje oraz odwołuje swojego Zastępcę lub Zastępców i określa ich liczbę.
Do zadań Prezydenta należy w szczególności:
1. przygotowanie projektów uchwał Rady,
2. określanie sposobu wykonywania uchwał,
3. gospodarowanie mieniem komunalnym,
4. wykonywanie budżetu,
5. zatrudnianie i zwalnianie kierowników miejskich jednostek organizacyjnych,
6. wykonywanie zadań zleconych regulowanych stosownymi ustawami,
7. informowanie mieszkańców Miasta o założeniach projektu budżetu, kierunkach polityki społecznej i gospodarczej oraz wykorzystaniu środków budżetowych,
8. ogłaszanie budżetu Miasta i sprawozdania z jego wykonania,
9. wydawanie decyzji w indywidualnych sprawach z zakresu administracji publicznej,
10. zapewnienie obsługi administracyjnej Radzie i jej Komisjom,
11. przedkładanie Wojewodzie i Regionalnej Izbie Obrachunkowej uchwał Rady w ciągu 7 dni od daty ich podjęcia.

Prezydent nawiązuje stosunek pracy z pracownikami na podstawie:
- powołania z Zastępcami Prezydenta i Skarbnikiem Miasta,
- umów o pracę z pozostałymi pracownikami.

Prezydent udziela kar porządkowych i rozpatruje sprzeciwy od nałożonych na pracowników kar.
Prezydent jest zwierzchnikiem wszystkich służb, inspekcji oraz straży szczebla powiatowego.

## Ślubowanie
Prezydent obejmuje obowiązki w momencie złożenia przed Radą ślubowania o treści:
Obejmując urząd Prezydenta Miasta Płocka, uroczyście ślubuję, że dochowam wierności prawu, a powierzony mi urząd sprawować będę tylko dla dobra publicznego i pomyślności mieszkańców Miasta Płocka.
Ślubowanie może być złożone z dodaniem zdania Tak mi dopomóż Bóg.

## Opróżnienie urzędu
Prezydent może zostać odwołany tylko za pomocą referendum, które zarządza Rada. Rada może podjąć uchwałę o przeprowadzeniu referendum na wniosek co najmie 1/4 składu Rady (7 członków). W przypadku nieprzyjęcia wniosku przez Radę, kolejny może zostać złożony minimum rok od poprzedniego głosowania. Nieudzielenie absolutorium jest równoznaczne z podjęciem uchwały o przeprowadzeniu referendum.
W przypadku odwołania Prezydenta przeprowadza się wybory przedterminowe na zasadach określony w ustawie z dnia 20 czerwca 2002 r. o bezpośrednim wyborze wójta, burmistrza i prezydenta miasta (Dz.U. z 2010 r. nr 176, poz. 1191). Wyborów przedterminowych nie przeprowadza, jeżeli do kolejnych zostało mniej niż 6 miesięcy.

## Obecny Prezydent

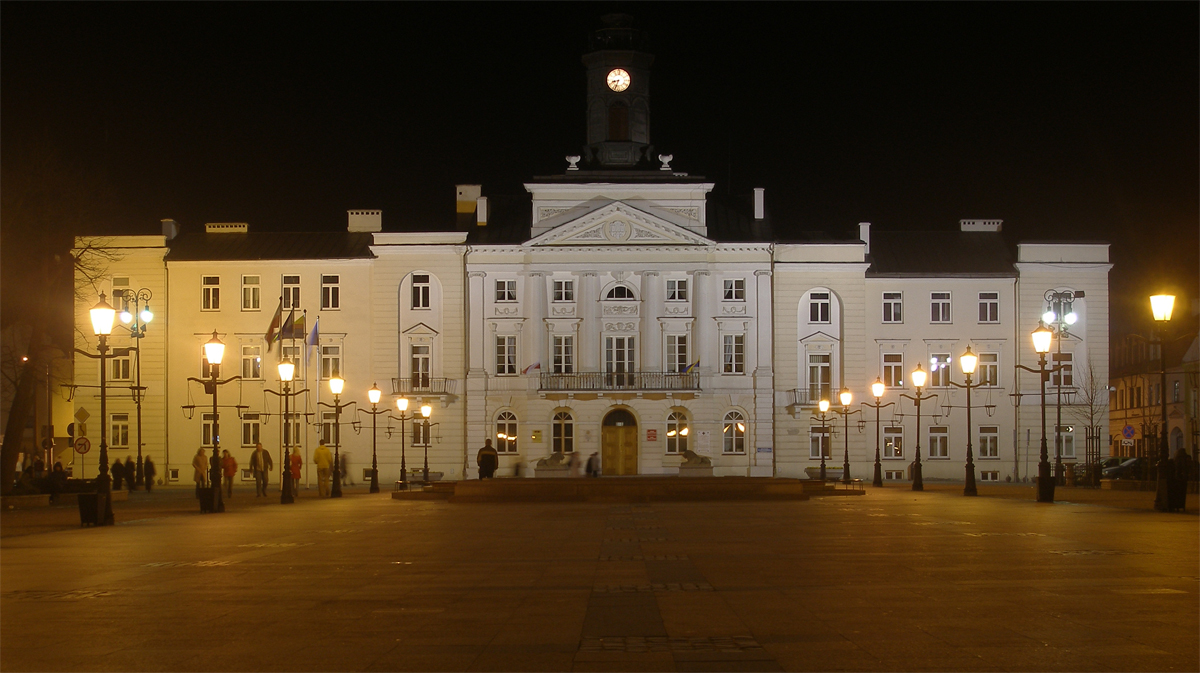
Ratusz w Płocku - siedziba prezydenta

- Andrzej Nowakowski - prezydent Miasta Płocka (2010–)
- Łukasz Jankowski - zastępca prezydenta  ds. polityki społecznej[1]
- Piotr Dyśkiewicz - zastępca prezydenta  ds. komunalnych[1]
- Artur Zieliński - zastępca prezydenta Miasta ds. rozwoju i inwestycji[1]
- Albert Dyna - sekretarz[1]
- Wojciech Ostrowski - skarbnik[1]

## Byli prezydenci
- Marian Rodzeń (1986–1990)
- Dariusz Krajowski-Kukiel (1995–1998)[2]
- Stanisław Jakubowski (1998–2000)[3]
- Wojciech Hetkowski (2001–2002)[4]
- Mirosław Milewski  (2002–2006), (2006–2010)[5]
- Andrzej Nowakowski (2010–2014)[6], (2014-2018), (2018-2024), (2024– )[7]